# Energioverførsel
Energioverførsel eller energitransmission er øjeblikkelig overførsel af energi fra, hvor det er blevet genereret til et andet sted, hvor det benyttes til at udføre arbejde. Definitionen på arbejde i fysisk forstand er: produktet af kraft og forskydning.
Energioverførsel er defineret som måleenheder af energi pr. tidsenhed. I SI-enheder:
 1 watt = 1 joule/s = 1 newton · meter/sekund (1W=1J/s=1N·m/s).
Siden den teknologiske udviklings begyndelse i 1800-tallet har overførsel og opbevaring af energi været en stor interesse for både videnskabsmænd og forbrugere af energi.

## Elektrisk energioverførsel
Luftledninger og kabler anvendes til at overføre elektrisk energi – elektricitet. Lavfrekvent energi kan overføres over store afstande med rimelig god effektivitet, hvis spændingen er høj i forhold til strømmen.
Energien Wh (watt-timer) produktet af spænding, strøm og tiden = U*I*h medfører, at der anvendes højspænding for at reducere strømmen, da den med modstanden giver et varmetab, der ønskes reduceret mest muligt. Derfor er der en maksimal strøm, man kan lade løbe i transmissionsledningerne for at disse ikke bliver for varme. Spændingen kan man desværre ikke "bare" gøre større, da der med stigende spænding stilles større krav til isolationsmaterialer og isolationsafstande. (400 kV er meget brugt i Danmark). 
Når der benyttes vekselspænding, skal lederne lades op i takt med spændingen (i forhold til hinanden og til Jord) hvilket kræver en strøm, der kan blive så stor, at specielt et højspændingskabel ikke kan levere energi til forbrug i den anden "ende". 
Afstanden er under 100 km ved rimeligt høje spændinger. Også luftledninger er længdebegrænset på denne "konto". Derfor benyttes som regel Jævnspænding (for eksempel 400 kV) til langdistance-energi-transport. Det er dog meget dyrt at opstille og drive omformerstationerne.
Via en superleder kan især jævnstrøm, men også lavfrekvent energi overføres over store afstande med rimelig god effektivitet.
Specielt, hvis kommercielle superledere, der kunne arbejde ved de "normalt" forekommende lufttemperaturer, var udviklet. Dette er dog ikke tilfældet endnu (2008). Hvis superlederne fandtes, var det nok ligegyldigt, om det var til DC eller AC.

## Mekanisk energioverførsel
I biler og lastbiler overføres mekanisk energi fra gearkassen til hjulene/differentialet via en drivaksel.
I fly og lastbiler er det normalt at overføre styrefunktioner via væske (hydraulik). Først i nyere tid er man i fly, begyndt at gå over til fly-by-wire.
En kran kan flytte ting via snor, tov, kæde eller stålwire. En fiskers fiskeline er bl.a. designet til at kunne trække uheldige fisk op af vandet.

## Trådløs energioverførsel
Man kan overføre energi trådløst. Den mest kendte er fusionsreaktoren solen, som sender livsnødvendig elektromagnetisk stråling som solenergi til planeten jorden.
Traditionelle elkomfurer overfører noget varmeenergi via varmeledning og meget via strålevarme.
Nogle tandbørster og induktionskomfurer overfører energi via et elektromagnetisk felt.
I elektronrør og inkl. fjernsyns billedrørskanon accelereres også en strøm af elektroner trådløst gennem det næsten tomme rum fra katode- til anodeelektroden. Selve energioverførslen er for begge elektronrør selve det, at elektronerne accelereres elektrisk, men derved får øget deres kinetiske energi og så bliver hårdt bremset i anoden. I almindelige elektronrør bliver den mekaniske bevægelsesmængde til varme (FIR) og i billedrøret bliver en del mekanisk energi til synligt lys. Bare for informationens skyld skal det nævnes, at billedrørskanonen faktisk fungerer som en transducer, da den forvandler elektrisk energi til mekanisk energi.

## Efter opslip af olie
Olie er en begrænset energikilde og det betyder, at den på et tidspunkt vil være enten helt opbrugt eller uanvendelig som energikilde pga. omkostningerne forbundet med at hente den op. Det betyder for det første, at vi skal finde andre rentable energikilder og for det andet 
at al den energioverførsel, som i dag sker ved hjælp af råolie og olierelatede produkter skal ændres. Hvis olien slipper pludseligt og ikke gradvist op, opfattes det i politisk forstand som en oliekrise.